# فرانز بيكر
فرانز بيكر (بالألمانية: Franz Becker)‏ (1 مارس 1918 بألمانيا - ) هو لاعب كرة قدم ألماني في مركز الوسط. لعب مع نادي كولن وVfR Köln 04 rrh. ‏.

## وصلات خارجية
- فرانز بيكر على موقع عالم كرة القدم.نت (الإنجليزية)